# Arrows A20
Arrows A20 – samochód Formuły 1, zaprojektowany przez Mike'a Coughlana i skonstruowany przez Arrowsa na sezon 1999.

## Historia
Samochód był następcą modelu A19. Napędzały go silniki o oznaczeniu Arrows, będące jednostkami wyprodukowanymi w fabryce Hart. Te trzylitrowe jednostki osiągały moc 715 KM przy 15 000 obr./min.. Kierowcami byli Toranosuke Takagi oraz debiutant Pedro de la Rosa, który zastąpił Mikę Salo niedługo przed rozpoczęciem sezonu. Przed rozpoczęciem sezonu inwestorem w Arrowsie, po fiasku rozmów z Dome, został Malik Ado Ibrahim. Przedstawiony przez Nigeryjczyka pomysł finansowania zespołu nie sprawdził się i po kilku miesiącach opuścił on zespół.
Arrows A20 okazał się nieudaną, powolną konstrukcją, zdolną punktować za sprawą de la Rosy tylko raz, w Grand Prix Australii. To pozwoliło na zajęcie dziewiątego miejsca w klasyfikacji konstruktorów, przed Minardi i BAR.
Na sezon 2000 skonstruowano Arrowsa A21, a Takagiego zastąpił Jos Verstappen.

## Wyniki w Formule 1
| Legenda oznaczeń w tabelach wyników Wyświetl szablon na nowej stronie | Legenda oznaczeń w tabelach wyników Wyświetl szablon na nowej stronie                                                                     |
| Oznaczenie                                                            | Wyjaśnienie |
| --------------------------------------------------------------------- | --- |
| Złoty                                                                 | Zwycięzca lub mistrzostwo |
| Srebrny                                                               | 2. miejsce lub wicemistrzostwo |
| Brązowy                                                               | 3. miejsce lub II wicemistrzostwo |
| Zielony                                                               | Ukończył, punktował (w klasyfikacji generalnej, gdy zdobył co najmniej jeden punkt na przestrzeni sezonu, poza trzema powyższymi opcjami) |
| Niebieski                                                             | Ukończył, nie punktował (w klasyfikacji generalnej, gdy nie zdobył co najmniej jednego punktu na przestrzeni sezonu)                      |
| Czerwony                                                              | Nie zakwalifikował się (NZ) |
| Czerwony                                                              | Nie prekwalifikował się (NPK) |
| Różowy                                                                | Nie ukończył (NU) |
| Różowy                                                                | Niesklasyfikowany (NS) (w klasyfikacji generalnej, gdy nie został sklasyfikowany w żadnym wyścigu sezonu)                                 |
| Czarny                                                                | Zdyskwalifikowany (DK) |
| Czarny                                                                | Wykluczony (WYK/EX) |
| Biały                                                                 | Nie wystartował (NW) |
| Biały                                                                 | Kontuzjowany (K/INJ) |
| Biały                                                                 | Wyścig odwołany (OD/C) |
| Bez koloru                                                            | Został wycofany (WYC/WD) |
| Bez koloru                                                            | Nie przybył (NP/DNA) |
| Bez koloru                                                            | Nie brał udziału w treningach (NT/DNP) |
| Bez koloru                                                            | Nie został zgłoszony (–) |
| Pogrubienie                                                           | Start z pole position |
| Kursywa                                                               | Najszybsze okrążenie wyścigu |
| †                                                                     | Nie ukończył, ale jego rezultat został zaliczony ze względu na przejechanie więcej niż 90% dystansu wyścigu.                              |
| *                                                                     | Sezon w trakcie |
| 1/2/3                                                                 | Punktowana pozycja w sprincie kwalifikacyjnym                                                                                             |
| Lista systemów punktacji Formuły 1                                    | |

| Sezon | Zespół        | Silnik | Kierowcy          | Wyniki w poszczególnych eliminacjach | Wyniki w poszczególnych eliminacjach | Wyniki w poszczególnych eliminacjach | Wyniki w poszczególnych eliminacjach | Wyniki w poszczególnych eliminacjach | Wyniki w poszczególnych eliminacjach | Wyniki w poszczególnych eliminacjach | Wyniki w poszczególnych eliminacjach | Wyniki w poszczególnych eliminacjach | Wyniki w poszczególnych eliminacjach | Wyniki w poszczególnych eliminacjach | Wyniki w poszczególnych eliminacjach | Wyniki w poszczególnych eliminacjach | Wyniki w poszczególnych eliminacjach | Wyniki w poszczególnych eliminacjach | Wyniki w poszczególnych eliminacjach | Wyniki kierowców | Wyniki kierowców | Wyniki konstruktora | Wyniki konstruktora |
| 1999  |               |        |                   | Australia                            | Brazylia                             | San Marino                           | Monako                               | Hiszpania                            | Kanada                               | Francja                              | Wielka Brytania                      | Austria                              | Niemcy                               | Węgry                                | Belgia                               | Włochy                               | Unia Europejska                      | Malezja                              | Japonia                              | Pkt.             | Msc.             | Pkt.                | Msc.                |
| ----- | ------------- | ------ | ----------------- | ------------------------------------ | ------------------------------------ | ------------------------------------ | ------------------------------------ | ------------------------------------ | ------------------------------------ | ------------------------------------ | ------------------------------------ | ------------------------------------ | ------------------------------------ | ------------------------------------ | ------------------------------------ | ------------------------------------ | ------------------------------------ | ------------------------------------ | ------------------------------------ | ---------------- | ---------------- | ------------------- | ------------------- |
| 1999  | Repsol Arrows | Arrows | Pedro de la Rosa  | 6                                    | NU                                   | NU                                   | NU                                   | 11                                   | NU                                   | 11                                   | NU                                   | NU                                   | NU                                   | 15                                   | NU                                   | NU                                   | NU                                   | NU                                   | 13                                   | 1                | 18               | 1                   | 9                   |
| 1999  | Repsol Arrows | Arrows | Toranosuke Takagi | 7                                    | 8                                    | NU                                   | NU                                   | 12                                   | NU                                   | DK                                   | 16                                   | NU                                   | NU                                   | NU                                   | NU                                   | NU                                   | NU                                   | NU                                   | NU                                   | 0                | 20               | 1                   | 9                   |